# J-League Challenge Cup Sub-17 de 2018
A J-League Challenge Cup Sub-17 de 2018 foi a quarta edição desta competição restrita à categoria sub-17 e organizada pela Associação de Futebol do Japão. Realizada entre os dias 15 e 17 de setembro, a competição foi disputada por dez clubes, sendo sete locais e três estrangeiros.
Na primeira fase, as dez equipes participantes foram divididas em dois grupos com cinco cada, classificando-se as duas melhores colocadas de cada grupo. Na segunda fase, os confrontos tornaram-se eliminatórios até a final; as demais equipes eliminadas disputaram um jogo extra para determinar as posições na classificação final.
O São Paulo, representante brasileiro, conquistou o título ao derrotar o Suwon Samsung Bluewings da Coreia do Sul. Na decisão, a equipe brasileira venceu por 2 a 0, sagrando-se campeão do torneio.

## Regulamento
Na primeira fase, as dez equipes foram divididas em dois grupos com cinco equipes cada, enfrentando-se os adversários do próprio grupo. Após os confrontos, as duas melhores de cada grupo se classificaram para as semifinais. A partir da segunda fase, os confrontos se tornaram eliminatórios até a final.
As equipes eliminadas na primeira fase fizeram um jogo extra contra o adversário de sua mesma posição do grupo oposto, cada jogo durou 60 minutos.

### Critérios de desempates
Em caso de igualdades, os seguintes critérios de desempates foram adotados:
- Saldo de gols;
- Gols marcados;
- Confrontos entre as equipes;
- Sorteio.

### Participantes
As dez equipes participantes foram listadas abaixo:
Equipes locais
- Kashima Antlers
- Machida Zelvia
- Shonan Bellmare
- Oita Trinita
- Gamba Osaka
- Cerezo Osaka
- Ventforet Kofu

Equipes estrangeiras
- Real Sociedad
- Suwon Samsung Bluewings
- São Paulo

## Primeira fase

### Grupo A
Resultados

### Grupo B
Resultados

## Fase final
|  | Semifinais              | Semifinais     |   |                | Final                   | Final |  |
|  |                         |                |   |                |                         |       |  |
|  | 17 de setembro          |                |   |                |                         |       |  |
|  | Gamba Osaka             | 1              |   |                |                         |       |  |
|  | Suwon Samsung Bluewings | 3              |   |                |                         |       |  |
|  |                         |                |   |                |                         |       |  |
|  |                         |                |   |                | 17 de setembro          |       |  |
|  |                         |                |   |                | Suwon Samsung Bluewings | 0     |  |
|  |                         | São Paulo      | 2 |                |                         |       |  |
|  |                         |                |   |                |                         |       |  |
|  |                         |                |   |                |                         |       |  |
|  |                         |                |   |                | Terceiro lugar          |       |  |
|  | 17 de setembro          | 17 de setembro |   | 17 de setembro | 17 de setembro          |       |  |
|  | São Paulo               | 5              |   | Gamba Osaka    | 1                       |       |  |
|  | Real Sociedad           | 1              |   |                | Real Sociedad           | 0     |  |

## Classificação final
| 1  | São Paulo               | 18 | 6 | 6 | 0 | 0 | 28 | 4  | +24 |
| 2  | Suwon Samsung Bluewings | 10 | 6 | 3 | 1 | 2 | 12 | 10 | +2  |
| 3  | Gamba Osaka             | 15 | 6 | 5 | 0 | 1 | 14 | 7  | +7  |
| 4  | Real Sociedad           | 9  | 6 | 3 | 0 | 3 | 11 | 11 | 0   |
| 5  | Ventforet Kofu          | 4  | 4 | 1 | 1 | 2 | 5  | 5  | 0   |
| 6  | Shonan Bellmare         | 4  | 4 | 1 | 1 | 2 | 5  | 8  | –3  |
| 7  | Cerezo Osaka            | 7  | 5 | 2 | 1 | 2 | 5  | 9  | –4  |
| 8  | Machida Zelvia          | 3  | 5 | 1 | 0 | 4 | 2  | 8  | –6  |
| 9  | Kashima Antlers         | 4  | 5 | 1 | 1 | 3 | 4  | 10 | –6  |
| 10 | Oita Trinita            | 1  | 5 | 0 | 1 | 4 | 2  | 16 | –14 |

| J-League Challenge Cup Sub-17 de 2018 |
| Brasil                                |
| ------------------------------------- |
| São Paulo Campeão (1.º título)        |